# Louisiana (Missouri)
|  | Per a altres significats, vegeu «Louisiana (desambiguació)». |

Louisiana és una població dels Estats Units a l'estat de Missouri. Segons el cens del 2000 tenia 3.863 habitants.

## Demografia
Segons el cens del 2000, Louisiana tenia 3.863 habitants, 1.590 habitatges, i 1.006 famílies. La densitat de població era de 476,5 habitants per km².
Dels 1.590 habitatges en un 28,6% hi vivien nens de menys de 18 anys, en un 47,5% hi vivien parelles casades, en un 11,5% dones solteres, i en un 36,7% no eren unitats familiars. En el 32,6% dels habitatges hi vivien persones soles el 17,7% de les quals corresponia a persones de 65 anys o més que vivien soles. El nombre mitjà de persones vivint en cada habitatge era de 2,35 i el nombre mitjà de persones que vivien en cada família era de 2,92.
Per edats la població es repartia de la següent manera: un 24,4% tenia menys de 18 anys, un 7,6% entre 18 i 24, un 25,7% entre 25 i 44, un 20,8% de 45 a 60 i un 21,5% 65 anys o més.
L'edat mediana era de 40 anys. Per cada 100 dones de 18 o més anys hi havia 86 homes.
La renda mediana per habitatge era de 30.467 $ i la renda mediana per família de 37.939 $. Els homes tenien una renda mediana de 28.750 $ mentre que les dones 19.167 $. La renda per capita de la població era de 15.623 $. Entorn del 15,6% de les famílies i el 20,4% de la població estaven per davall del llindar de pobresa.

## Poblacions més properes
El següent diagrama mostra les poblacions més properes.